# Coxiella burnetii
Coxiella burnetii  es una especie de bacteria patógena intracelular, el agente causante de la fiebre Q. El género Coxiella es morfológicamente similar a las rickettsias, pero con ciertas diferencias genéticas y fisiológicas. C. burnetii es un pequeño bacilo Gram-negativo, con dos fases de crecimiento, así como una forma de esporas inactivas en el suelo. Puede sobrevivir a los desinfectantes corrientes y es resistente a muchos otros cambios en el ambiente.

## Patogénesis
El ID50 (la dosis que se necesita para infectar al 50% de los sujetos experimentales) es uno vía inhalación, esto es, la inhalación de un único organismo produce la enfermedad en el 50% de la población. La enfermedad se produce en dos estados: un estado agudo con dolor de cabeza, escalofríos y síntomas respiratorios, y una insidiosa fase crónica.
Si bien la mayoría de las infecciones curan espontáneamente, el tratamiento con tetraciclinas (doxiciclina, por ejemplo) puede reducir la duración de los síntomas y la probabilidad de una infección crónica. Una combinación de eritromicina y rifampicina es altamente eficaz en la curación y prevención de la enfermedad y también lo es la vacunación con la vacuna vax-Q (CSL).